# Nihad Pejković
Nihad Pejković (* 23. Oktober 1968) ist ein ehemaliger bosnischer Fußballtorwart und nunmehriger -trainer.

## Spielerkarriere

### Verein
Pejković kam 1991 nach Slowenien zum NK Olimpija Ljubljana. Für Olimpija absolvierte er zwischen 1991 und 2002 über 200 Spiele in der 1. SNL und konnte vier Mal slowenischer Meister werden. 2002 wechselte er zum Ligakonkurrenten NK Ljubljana. Nach 18 Spielen für den Verein schloss Pejković sich 2003 dem NK Mura an. 2004 wechselte er nach Griechenland zum Drittligisten AE Ptolemaida-Lignitorichoi. Im Januar 2006 wechselte er noch zum Zweitligisten FC Kastoria, ehe er im Sommer desselben Jahres seine Karriere beendete.

### Nationalmannschaft
Pejković absolvierte zwischen 1998 und 1999 zwei Spiele für die bosnische Nationalmannschaft.

### Trainerkarriere
Nach seinem Karriereende arbeitete Pejković ab 2007 als Torwarttrainer der slowenischen Nationalmannschaft. Im Januar 2014 wurde er Torwarttrainer des slowenischen Erstligisten NK Krka.
Zur Saison 2016/17 übernahm er denselben Posten beim österreichischen Zweitligisten SV Horn. Nach der Trennung von Masanori Hamayoshi im Mai 2017 übernahm er gemeinsam mit Christoph Westerthaler den Cheftrainerposten. Bis 1. Juni 2017 trat das Interimstrainerduo in Erscheinung und wurde danach durch Carsten Jancker abgelöst sowie von weiteren Pflichten entbunden.